# Benjamín Garré
Benjamín Antonio Garré (Buenos Aires, 11 luglio 2000) è un calciatore argentino, attaccante del Kryl'ja Sovetov Samara.

## Caratteristiche tecniche
È un'ala sinistra dotata di notevole tecnica di base e buona velocità. Abile nei cross e nei calci piazzati, con le selezioni giovanili argentine è stato impiegato anche da trequartista o da ala destra, dove può rientrare sul mancino per cercare la conclusione a rete.

## Carriera

### Club
Cresciuto nel settore giovanile del Vélez Sarsfield, nel 2016 viene acquistato dal Manchester City. La trattativa causa delle azioni legali da parte del club argentino con il City che rischia il blocco del mercato per due sessioni, evitato solamente grazie alle origini italiane di Garré che, rendendolo comunitario, autorizzarono l'acquisto del giovane anche se minorenne. Nelle successive quattro stagioni gioca nell'Academy dei Citizens senza tuttavia riuscire a debuttare con la prima squadra.
Nel gennaio del 2020 si trasferisce a titolo definitivo al Racing Club con cui firma un contratto quadriennale. Fa il suo esordio fra i professionisti il 28 febbraio seguente in occasione dell'incontro di Superliga pareggiato 1-1 contro il Newell's Old Boys.

### Nazionale
Ha giocato nella nazionale argentina Under-17.

## Statistiche
Statistiche aggiornate al 22 dicembre 2020.

### Presenze e reti nei club
| Stagione        | Squadra         | Campionato      | Campionato | Campionato | Coppe nazionali | Coppe nazionali | Coppe nazionali | Coppe continentali | Coppe continentali | Coppe continentali | Altre coppe | Altre coppe | Altre coppe | Totale | Totale | Totale |
| Stagione        | Squadra         | Comp            | Pres       | Reti       | Comp            | Pres            | Reti            | Comp               | Pres               | Reti               | Comp        | Pres        | Reti        | Pres   | Reti   |        |
| --------------- | --------------- | --------------- | ---------- | ---------- | --------------- | --------------- | --------------- | ------------------ | ------------------ | ------------------ | ----------- | ----------- | ----------- | ------ | ------ | ------ |
| 2019-2020       | Racing Club     | PD              | 2          | 0          | CA+CdL+CM       | 0+0+6           | 0               | CL                 | 6                  | 1                  |             | -           | -           | 14     | 1      |        |
| Totale carriera | Totale carriera | Totale carriera | 2          | 0          |                 | 6               | 0               |                    | 6                  | 1                  |             | -           | -           | 14     | 1      |        |